# 오타와라 하루키요

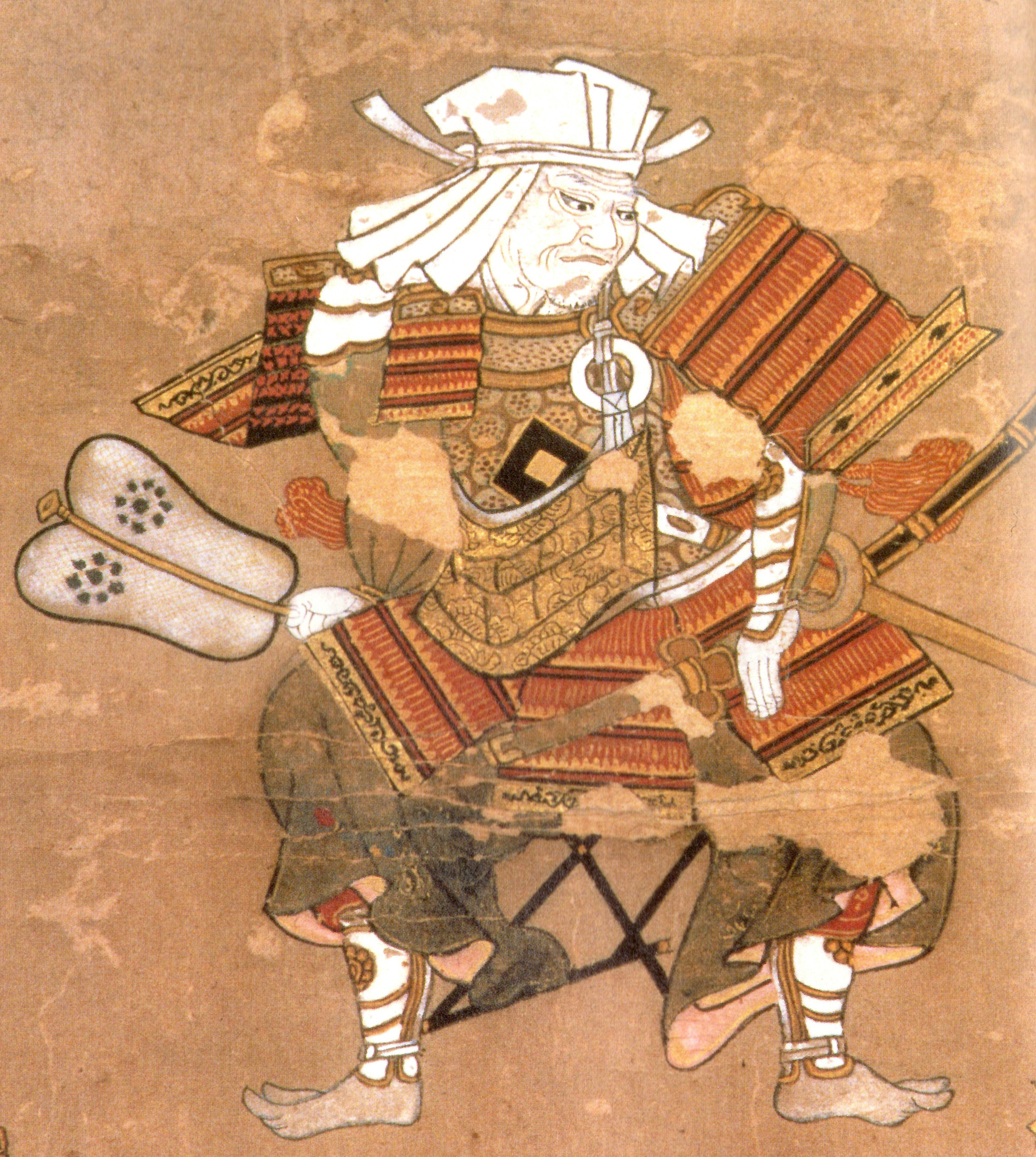
오타와라 하루키요

오타와라 하루키요(일본어: 大田原晴清, 1567년 ~ 1631년 3월 7일)는 아즈치모모야마 시대부터 에도 시대 전기까지의 무장, 다이묘이다. 시모쓰케 오타와라번 초대 번주.
|  | 제1대 오타와라번 번주 (오타와라씨) 1600년 ~ 1631년 | 후임 오타와라 마사키요 |